# Puchar Świata w Zapasach 1984
Zawody Pucharu Świata w 1984 roku
- w stylu klasycznym mężczyzn rywalizowano pomiędzy 10 a 11 listopada w Seinäjoki (Finlandia).
- w stylu wolnym mężczyzn w dniach 31 marca–1 kwietnia w Toledo (Stany Zjednoczone).

## Styl klasyczny

### Ostateczna kolejność drużynowa
| Poz. | Państwo           |
| ---- | ----------------- |
|      | ZSRR              |
|      | Finlandia         |
|      | Stany Zjednoczone |
| 4.   | Europa            |
| 5.   | Japonia           |
| 6.   | Egipt             |

## Styl wolny

### Ostateczna kolejność drużynowa
| Poz. | Państwo           |
| ---- | ----------------- |
|      | ZSRR              |
|      | Stany Zjednoczone |
|      | Bułgaria          |
| 4.   | Kuba              |
| 5.   | Kanada            |
| 6.   | Afryka            |

### Klasyfikacja indywidualna
| Waga    |                      |                     |                     | 4                 | 5                  | 6               |
| ------- | -------------------- | ------------------- | ------------------- | ----------------- | ------------------ | --------------- |
| 48 kg   | Bobby Weaver         | Aleksandr Dorżu     | Atten Hassanov      | Eloy Abreu        | Faisal Shaheen     | Mohamed Qribi   |
| 52 kg   | Joe Gonzalez         | Ray Takahashi       | Amangieldy Żapparow | Stoyan Petkov     | Carlos Mesa Garcia | Kasim Bu Allusz |
| 57 kg   | Anatolij Biełogłazow | Mike Land           | Ivan Koichev        | Rafael Torres     | Mike Barry         | Ali Laszkar     |
| 62 kg   | Stepan Sarkisjan     | Lee Roy Smith       | Ray E.Ramírez       | Angel Todorov     | Bob Robinson       | Austine Atasie  |
| 68 kg   | Michaił Characzura   | Lenny Zalesky       | Lloyd Renken        | Lorenzo Mendieto  | Sa’id as-Sawakin   | Rahmi Aronov    |
| 74 kg   | Władimir Dzugutow    | Aleksandyr Nanew    | Raúl Cascaret       | Leroy Kemp        | Marc Mongeon       | Muhammad Hammad |
| 82 kg   | Chris Campbell       | Vesko Manov         | Władimir Modosian   | Christopher Rinke | Muhammad al-Aszram | Jose Damian     |
| 90 kg   | Sanasar Oganisian    | Ed Banach           | Szukri Ahmedow      | Steve Marshall    | Roberto Limonta    | Rida at-Tatawi  |
| 100 kg  | Asłan Chadarcew      | Greg Gibson         | Luis Miranda        | Wayne Brightwell  | Chamis Abu Samra   | Petcho Makdonov |
| +100 kg | Bruce Baumgartner    | Magomied Magomiedow | Petar Khristov      | John Tenta        | Domingo Mesa       | Hasan al-Haddad |